# Шулепов, Сергей Васильевич
Сергей Васильевич Шулепов (6 ноября 1928 года, с. Сарафаново Уральская область — 23 июня 1994 года, Челябинск) — советский физик, организатор-педагог, доктор физико-математических наук, профессор. Заслуженный деятель науки РСФСР. Ректор Челябинского педагогического института.

## Биография
Родился в 1928 году. В 1950 году окончил физический факультет Челябинского педагогического института. По завершении образования остался работать в вузе, с 1953 года работал преподавателем и заведующим кафедры общей физики.
В 1959 году занял должность проректора по учебной работе. В 1971 году возглавил институт в качестве ректор, находился у руля вуза 23 года до 1994 года.
За время нахождения на должности ректора, в вузе произошли значительные изменения, были введены новые специальности, была введена безотрывная от учебного процесса общественно-педагогическая практика, была реализована педагогическая практика в ведущих пионерских лагерях СССР, среди которых «Артек» и «Орлёнок».
Вуз значительно расширился, старое общежитие вуза было реконструировано и переделано под учебный корпус факультета иностранных зыков, было построено новое, соответствовавшее требованиям времени, студенческое общежитие. Вместе с тем были построены научная агробиостанция, спортивно-оздоровительный комплекс и многие другие объекты.
Успехи вуза были оценены министерством посвящения СССР, коллективу Челябинского педагогического института, во главе с ректором, трижды в 1978, 1979, 1982 годах вручалось Переходящее Красное Знамя Министерства просвещения СССР.
Научная детальность Шулепова была сосредоточена вокруг изучения физики твердого тела была посвящена изучению углеродных материалов в аспекте их применения в атомной энергетике и ракетной технике.
Является автором более 100 научных работ, автор 3 патентов. Являлся редактором 12 сборников научных статей «Вопросы физики твердого тела».
Награждён орденами Трудового Красного Знамени (1984) и «Знак Почета» (1971).
Скончался в 1994 году в Челябинске.

## Труды
- Атом углерода и искусственный графит. — Ч., 1965;
- Физика углеграфитовых материалов. — М., 1972;
- Основы теории групп и их применение к проблемам физики: Учеб. пособие к спецкурсу. — Ч., 1987;
- Физика углеродных материалов. — Ч., 1990.